# Coldwater Flat
| Recensione | Giudizio |
| ---------- | -------- |
| AllMusic   | [ 1 ]    |

Coldwater Flat è un album discografico a nome di The Three Sounds and the Oliver Nelson Orchestra, pubblicato dalla casa discografica Blue Note Records nell'agosto del 1968.

## Tracce
Lato A
1. Lonely Bottles – 3:00 (Quincy Jones) – Registrato l'11 aprile 1968 al Liberty Studios di Hollywood, CA
2. The Look of Love (dal film James Bond 007 - Casino Royale) – 2:27 (Burt Bacharach, Hal David) – Registrato il 10 aprile 1968 al Liberty Studios di Hollywood, CA
3. Georgia – 4:55 (Stuart Gorrell, Hoagy Carmichael) – Registrato il 10 aprile 1968 al Liberty Studios di Hollywood, CA
4. Grass Is Greener – 3:05 (Howlett Smith, Spence Maxwell) – Registrato il 10 aprile 1968 al Liberty Studios di Hollywood, CA
5. Coldwater Flat – 2:30 (Phil Moore) – Registrato l'11 aprile 1968 al Liberty Studios di Hollywood, CA

Lato B
1. Last Train to Clarksville – 3:15 (Tommy Boyce, Bobby Hart) – Registrato l'11 aprile 1968 al Liberty Studios di Hollywood, CA
2. My Romance – 2:53 (Lorenz Hart, Richard Rodgers) – Registrato l'11 aprile 1968 al Liberty Studios di Hollywood, CA
3. I Remember Bird – 2:47 (Leonard Feather) – Registrato l'11 aprile 1968 al Liberty Studios di Hollywood, CA
4. Do Do Do (What Now Is Next) – 3:15 (Nat Adderley, Gail Fisher Levy) – Registrato l'11 aprile 1968 al Liberty Studios di Hollywood, CA
5. Star Trek – 2:19 (Gene Harris) – Registrato il 12 aprile 1968 al Liberty Studios di Hollywood, CA

## Musicisti
Lonely Bottles / Coldwater Flat / Last Train to Clarksville / My Romance / Do Do Do (What Now Is Next)
- Oliver Nelson - conduttore orchestra, arrangiamenti
- Gene Harris (The Three Sounds) - pianoforte
- Andrew Simpkins (The Three Sounds) - contrabbasso
- Donald Bailey (The Three Sounds) - batteria
- Bobby Bryant - tromba
- Buddy Childers - tromba
- Freddy Hill - tromba
- Melvin Moore - tromba
- Lou Blackburn - trombone
- Billy Byers - trombone
- Pete Myers - trombone
- Ernie Tack - trombone basso
- Anthony Ortega - sassofono alto
- Frank Strozier - sassofono alto
- Jay Migliori - sassofono tenore
- Bill Green - sassofono baritono
- Ken Watson - percussioni
- Lou Singer - timpani

The Look of Love / Georgia / Grass Is Greener / I Remember Bird
- Oliver Nelson - conduttore orchestra, arrangiamenti
- Gene Harris (The Three Sounds) - pianoforte
- Andrew Simpkins (The Three Sounds) - contrabbasso
- Donald Bailey (The Three Sounds) - batteria
- Bobby Bryant - tromba
- Buddy Childers - tromba
- Freddy Hill - tromba
- Melvin Moore - tromba
- Lou Blackburn - trombone
- Billy Byers - trombone
- Pete Myers - trombone
- Ernie Tack - trombone basso
- Anthony Ortega - sassofono alto
- Frank Strozier - sassofono alto
- Plas Johnson - sassofono tenore
- Bill Green - sassofono baritono
- Ken Watson - percussioni
- Roger Hutchinson - strumento suonato sconosciuto

Star Trek
- Oliver Nelson - conduttore orchestra, arrangiamenti
- Gene Harris (The Three Sounds) - pianoforte
- Andrew Simpkins (The Three Sounds) - contrabbasso
- Donald Bailey (The Three Sounds) - batteria
- Conte Candoli - tromba
- Buddy Childers - tromba
- Freddy Hill - tromba
- Melvin Moore - tromba
- Milt Bernhart - trombone
- Lou Blackburn - trombone
- Billy Byers - trombone
- Ernie Tack - trombone basso
- Anthony Ortega - sassofono alto
- Frank Strozier - sassofono alto
- Plas Johnson - sassofono tenore
- Tom Scott - sassofono tenore
- Bill Green - sassofono baritono
- Lou Singer - timpani
- Ken Watson - percussioni
- Roger Hutchinson - strumento suonato sconosciuto[4]